# سیارک ۱۰۵۲

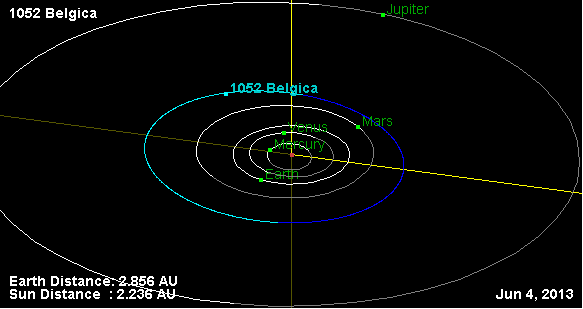
نمایی از محل قرارگیری سیارک ۱۰۵۲ در مدار – ۲۰۱۳

سیارک ۱۰۵۲ (به انگلیسی: 1052 Belgica، نامگذاری:1925VD) هزار و پنجاه و دومین سیارک کشف شده‌است که در ۱۵ نوامبر ۱۹۲۵ کشف شد.
قدر مطلق سیارک برابر ۱۱٫۹۷ است.